# 風味堂
風味堂（ふうみどう）は、日本の音楽グループである。2000年10月に結成。所属レーベルはSPEEDSTAR RECORDS。

## メンバー

### 渡 和久
（わたり かずひさ、1977年10月31日 - ） 福岡県出身。愛称は「ワタリ」。
- ボーカル及びピアノ担当。作詞、作曲も担当しリーダーを務める。
- 3歳のころピアノの先生をやっていた母親からピアノを習う。しかし、ピアノは女の子がするものだと思い、その抵抗感からやめた。しかし、18歳の時にオスカー・ピーターソンを見て男がピアノを弾く姿に憧れ、ピアノを再び始める。尊敬するミュージシャンは、他にスティービー・ワンダーなどがいる。
- 全てのライブや写真で帽子をかぶっている。
- ピアノデュオである『ナチュラル ハイ』の7thシングル「NO PIANO, NO LIFE」に、ピアノとコーラスでゲスト参加している。
- 2008年4月末に一般女性と結婚したが2014年離婚。
- ヴォーカルユニット・テゴマスに自身が作詞作曲した「サヨナラ僕の街」という楽曲を提供。2009年7月15日に発売されたテゴマスのファーストアルバム・テゴマスのうたに収録されている。
- 「渡 watary」名義のソロプロジェクトで、「東京ブルー」と「a diary」の2枚のアルバムを出している。
- 池田貴史のソロユニットレキシに「元気出せ!遣唐使」のレキシネームで参加している。
- 2015年にDREAMS COME TRUEのグレイテスト・ヒッツ・ツアー「史上最強の移動遊園地 DREAMS COME TRUE WONDERLAND 2015 ワンダーランド王国と3つの団」にキーボードとコーラスで参加。

### 中富 雄也
（なかとみ かつや、1978年8月5日 - ）長崎市出身。愛称は「カッチャン」。
- ドラム担当。
- ライブの際にはカホンを用いたりもする。
- 公式サイトで「かっちゃんの見てないようで見てる」というコラムを担当している。
- デビュー前に、臨床検査の仕事に携わっていた。[1]
- 2006年12月にZIP-FMミュージックナビゲーターの都竹悦子と結婚。その後、離婚。
- 音楽活動と並行して靴等のリペアショップを2017年に開業[2][3]。

### 鳥口 JOHNマサヤ
（とりぐち まさや、本名：鳥口 将哉、1979年8月23日 - ） 福岡県大牟田市出身。愛称は「トリくん」。
- ベース担当。
- 高校生の時にベースを始め音楽専門学校へ通う。
- ライブの際にはアコースティックギターを用いた独奏なども行なう。
- 好きなミュージシャンらの名前に「JOHN」がつく事が多いことから2006年夏頃より鳥口 JOHN マサヤとミドルネームを名乗っている。
- 風味堂の公式ブログがアメーバブログ時代からブログを主に担当しており、その影響からかエキサイトブログに移転してからは彼の名前がブログ名についている。

## 来歴
- 2000年
  - 10月頃、福岡県内のスタジオ「BE-BOP」でメンバー募集の張り紙を出していた中富に渡が連絡し、その2人で他のメンバーを探す。最終的にベースの鳥口が加入し、ギターレスの3ピースで風味堂を結成する。デビュー前は「食卓塩」と名乗っていた。初めてライブを行ったのは、福岡市中央区赤坂のdreamboatである。
- 2002年
  - 福岡市・天神でこの年初めて開催されたMUSIC CITY TENJINに参加。(この時は一般公募参加。)以後、毎年参加している。
- 2003年
  - 拠点を福岡から東京に移し、この年に力塾からインディーズ盤を2枚発売する。
- 2004年
  - 11月10日、シングル「眠れぬ夜のひとりごと」でメジャーデビュー。
- 2005年
  - 卒業ソングとして「ナキムシのうた」が多くのFM局でヘヴィー・ローテーションに選ばれた。
  - TBSドラマ「デザイナー」でテーマソング担当（曲・I believe in your love）
- 2006年
  - 路上ライブを完全に封印。今後はより積極的な活動をすることを公言した。
  - 11月1日から、「風味堂ライブ2006 現地集合・現地解散 TOUR」を行う。
- 2007年
  - 6月・7月・8月と3ヶ月連続でシングルを発表。テーマを「風味堂 恋空三部作」とし、夏の始まりから終わりまで「ひと夏」を彩る恋の物語が描かれている。
  - 6月8日から6月20日、「風味堂ライブ2007 Zeppツアー今夜こっちコイヤ」で全国のZeppを回った。
  - 10月27日から12月16日、秋のライブハウスツアー「のり一発!」を行った。
  - 11月7日、サザンオールスターズのキーボーディスト＆ボーカルの原由子とのスペシャルユニットハラフウミ（原由子×風味堂）として「夢を誓った木の下で」を発売。
- 2008年
  - 1月14日から1月24日、初のホールツアー「HOT LOVE SONG」を行う。
  - 5月31日から7月3日、「風味堂ライブハウスツアー のり一発!08」を行う。
  - 10月に韓国で開催された大型音楽フェスティバルに出演。
- 2009年
  - 4月18日から5月16日まで「風味堂Tourのり一発!09」を、5月23日から6月26日まで「風味堂Tourのり一発!09DX」を行う。
  - 7月12日、台湾最大級のロックフェスティバル「台北海洋音楽祭 〜HO-HAI-YAN GUNG-LIAU ROCK FESTIVAL〜」に日本代表として出演。
- 2010年
  - 6月23日、渡がソロプロジェクト「渡 watary」名義でアルバム「東京ブルー」をリリース。
- 2011年
  - 6月8日、渡が「渡 watary」名義による2枚目のアルバム「a diary」をリリース。
  - 10月20日から10月29日まで、ニューシングル「宝物」を引っさげての「風味堂TOUR 2011たったひとつの宝物ツアー」を行った。
  - 10月30日風味堂、初となるベストアルバム「エレベスト」のリリースを発表。（発売日：2011年12月14日）
- 2012年
  - 1月22日から3月31日まで、全国21か所で 風味堂ツアー2012 「エレベスト～今 何合目？そうね だいたいね～」を行った。
- 2013年
  - 8月3日に配信限定アルバム「めんたいぴりり」を発売した。このアルバムには、テレビ西日本開局55周年記念ドラマ『めんたいぴりり』の主題歌である「夢を抱きし者たちへ」とエンディングテーマ「足跡の彼方へ」の２曲が収録されている。
  - 9月にアンプラグドライヴ（福岡、長崎、熊本）、11月にアンプラグドライヴ番外篇（浜松、名古屋、広島、高松、大阪、仙台）を行った。
  - 11月10日をもってメジャーデビュー10周年イヤーに突入した。

## ディスコグラフィ

### シングル
|              | 発売日         | タイトル                                      | 規格                 | 規格品番                                  | 順位  |
| ------------ | -------------- | --------------------------------------------- | -------------------- | ----------------------------------------- | ----- |
| インディーズ | 2004年7月23日  | 真夏のエクスタシー                            | CD                   | CJTC-0006                                 | 圏外  |
| 1st          | 2004年11月10日 | 眠れぬ夜のひとりごと                          | CD                   | VICL-35710                                | 105位 |
| 2nd          | 2005年1月26日  | ナキムシのうた                                | CD                   | VICL-35771                                | 28位  |
| 3rd          | 2005年4月27日  | 楽園をめざして                                | CD                   | VICL-35795                                | 71位  |
| 4th          | 2005年11月2日  | ママのピアノ -Strings Version-                | CD (CD-EXTRA仕様) CD | VICL-35893（初回盤） VICL-35894（通常盤） | 63位  |
| 5th          | 2006年5月3日   | クラクション・ラヴ ～ONIISAN MOTTO GANBATTE～ | CD+DVD CD            | VIZL-191（初回盤） VICL-35984（通常盤）   | 27位  |
| 6th          | 2006年8月23日  | 愛してる                                      | CD                   | VICL-36143                                | 10位  |
| 7th          | 2007年6月6日   | 手をつないだら                                | CD+DVD CD            | VIZL-236（初回盤） VICL-36286（通常盤）   | 35位  |
| 8th          | 2007年7月11日  | カラダとカラダ                                | CD+DVD CD            | VIZL-237（初回盤） VICL-36287（通常盤）   | 46位  |
| 9th          | 2007年8月15日  | サヨナラの向こう側                            | CD+DVD CD            | VIZL-238（初回盤） VICL-36288（通常盤）   | 24位  |
| 10th         | 2007年12月5日  | メリークリスマス、、、。                      | CD                   | VICL-36365                                | 39位  |
| 11th         | 2009年1月21日  | 大切にするからね                              | CD                   | VICL-36484                                | 34位  |
| 12th         | 2011年10月19日 | 宝物                                          | CD                   | VICL-36670                                | 56位  |

### アルバム

#### インディーズ
|     | 発売日         | タイトル   | 規格 | 規格品番 |
| --- | -------------- | ---------- | ---- | -------- |
| 1st | 2003年4月23日  | 花とりどり | CD   | CJTC-4   |
| 2nd | 2003年12月10日 | sketchbook | CD   | CJTC-5   |

#### オリジナルアルバム
|     | 発売日         | タイトル                   | 規格                 | 規格品番              | 順位 |
| --- | -------------- | -------------------------- | -------------------- | --------------------- | ---- |
| 1st | 2005年6月22日  | 風味堂                     | CD (CD-EXTRA仕様) CD | VICL-61663 VICL-61664 | 19位 |
| 2nd | 2006年10月25日 | 風味堂2                    | CD+DVD CD            | VIZL-231 VICL-62115   | 10位 |
| 3rd | 2007年9月19日  | 風味堂3                    | CD+LIVE CD CD        | VIZL-259 VICL-62583   | 23位 |
| 4th | 2009年3月18日  | 風味堂4                    | CD                   | VICL-63269            | 37位 |
| 5th | 2013年11月10日 | 風味堂5 〜 ぼくらのイス 〜 | CD+LIVE DVD CD       | VIZL-594 VICL-64077   | 98位 |
| 6th | 2015年3月4日   | 風味堂6                    | CD+DVD CD            | VIZL-787 VICL-64298   | TBA  |

#### ベストアルバム
|     | 発売日         | タイトル   | 規格        | 規格品番                   | 順位 |
| --- | -------------- | ---------- | ----------- | -------------------------- | ---- |
| 1st | 2011年12月14日 | エレベスト | 2CD+DVD 2CD | VIZL-452 VICL-63834～63835 | 70位 |

#### 渡 wataryソロアルバム
|     | 発売日        | タイトル   | 規格      | 規格品番            | 順位  |
| --- | ------------- | ---------- | --------- | ------------------- | ----- |
| 1st | 2010年6月23日 | 東京ブルー | CD        | VIZL-376 VICL-63628 | 151位 |
| 2nd | 2011年6月8日  | a diary    | CD+DVD CD | VIZL-418 VICL-63740 | 222位 |

#### 配信限定アルバム
|     | 発売日       | タイトル       |
| --- | ------------ | -------------- |
| 1st | 2013年8月3日 | めんたいぴりり |

### 配信限定
| 発売日        | タイトル  |
| ------------- | --------- |
| 2006年2月1日  | LAST SONG |
| 2008年5月21日 | ファイト  |

### DVD
|     | 発売日        | タイトル                        | 規格           | 規格品番                              | 順位 |
| --- | ------------- | ------------------------------- | -------------- | ------------------------------------- | ---- |
| 1st | 2008年5月21日 | LIVE BURN！！ ～Hot Love Song～ | DVD+2CD DVD+CD | VIZL-282（初回盤） VIZL-292（通常盤） | 58位 |

### 参加作品
| 発売日         | タイトル                                                       | 規格 | 規格品番            | 収録曲                                                      |
| -------------- | -------------------------------------------------------------- | ---- | ------------------- | ----------------------------------------------------------- |
| 2004年8月11日  | 青田屋3号                                                      | CD   | ANNR-1006           | アスファルト人生                                            |
| 2006年5月31日  | Football Music Album YELL                                      | CD   | VICL-61940          | もどかしさが奏でるブルース (Brazilian Mix)                  |
| 2006年6月7日   | Thank You！！                                                  | CD   | VICL-61949          | ゆらゆら                                                    |
| 2006年8月9日   | THE WINDS OF GOD -KAMIKAZE- オリジナルサウンドトラック         | CD   | UICZ-8012           | ゆらゆら                                                    |
| 2007年11月7日  | 夢を誓った木の下で （ハラフウミ名義）                          | CD   | VICL-36370          | 夢を誓った木の下で / オレンジジュース                       |
| 2007年11月8日  | ハンマーソングス ～SPEEDSTAR RECORDS 15th ANNIV. COMPILATION～ | CD   | VICL-62570          | ナキムシのうた                                              |
| 2007年12月19日 | タッグソングス                                                 | CD   | VICL-62690          | パーティーナイト feat. ナイス橋本                           |
| 2008年7月16日  | Only One ～16 songs to make you feel alive～                   | CD   | TOCT-26601          | ナキムシのうた                                              |
| 2009年3月4日   | あなたをもっと好きになる ナイス橋本                            | CD   | VICL-63138          | enter the stage feat.風味堂                                 |
| 2009年12月2日  | 奇跡の夜 MAGIC PARTY feat. 渡和久（from 風味堂）               | CD   | ASCM-6080           | 奇跡の夜                                                    |
| 2011年4月13日  | 東京RAGGA LOVERS 2 SPICY CHOCOLATE                             | CD   | TKCA-73632          | 二人暮らし feat.渡和久 from 風味堂 & RED RICE from 湘南乃風 |
| 2013年1月30日  | IA/02 -COLOR-                                                  | CD   | MHCL-2250 MHCL-2254 | 未確認飛行物体な少女 feat.IA                                |
| 2014年2月5日   | 閃光のPRISONER/ぬくもり 南里侑香 with 風味堂                   | CD   | VTCL-35174          | ぬくもり                                                    |

### スコアブック
| 発売日         | タイトル                |
| -------------- | ----------------------- |
| 2005年9月1日   | 風味堂                  |
| 2006年12月20日 | 風味堂2                 |
| 2007年4月20日  | 花とりどり & sketchbook |
| 2007年6月8日   | SONG SELECTION ♥ 1      |
| 2007年11月20日 | 風味堂3                 |

## エピソード
- BEGINは先輩であるが、「風味堂は尊敬するバンド」とみゅーじん内で語っている。
- sakusakuに3回出演しており、同番組の扱い上では準レギュラーとなっている。ちなみに、中村優MC時代の最後のゲストである。

## 出演番組

### 過去の出演・コラボ番組
- 眠れぬ夜のひとりごと（FM NORTHWAVE）
月曜24:00～25:00<2004年10月～2005年4月>、日曜19:00～20:00<2005年4～6月>
- 熱血!スペシャ中学（スペースシャワーTV、54期生として中富が出演）<2005年4月～2006年3月>
- MUSIC FREAKS（FM802日曜22:00～23:57、隔週で渡が担当）<2005年10月～2006年9月>
- スタジオパークからこんにちは（NHKテレビ）<2006年11月29日>
- ミュージックフェア21（フジテレビ）<2007年1月20日、7月21日>
- tre-sen（FM横浜）<2007年8月15日（コラボ）>
- 魁!音楽番付（フジテレビ）
<2007年8月15日（インタビューオンエア）、8月18日（スペシャル）>
- みゅーじん（テレビ東京系列）<2007年8月19日>
- BSまるごと大全集「永遠の笑顔 坂本九」（NHK衛星第2、「九ちゃんのズンタタッタ」「明日があるさ」をカバー） <2007年9月9日>
- sakusaku（テレビ神奈川）<2006年10月30日～11月3日、2007年9月10日～9月13日、2009年3月9日～3月12日>
- HEY!HEY!HEY!（フジテレビ）<2007年10月15日>
- 誰も知らない泣ける歌（日本テレビ、「ママのピアノ」を歌唱） <2009年2月10日>
- ミュージックステーション（（愛してる (風味堂の曲)、サヨナラの向こう側発売時の2度）
- オールナイトニッポンレコード
- 風味堂 ロックでください（全国JFN系列24局ネット）<2009年4月～2012年3月>

## ミュージックビデオ
| 監督     | 曲名 |
| 飯塚泰雄 | 「夢を抱きし者たちへ」                                                                                     |
| 上村隆一 | 「足跡の彼方へ」                                                                                           |
| 河合英夫 | 「ゆらゆら from DVD「LIVE BURN!! 〜Hot Love Song〜」」「サヨナラの向こう側」「大切にするからね」           |
| 小関亜紀 | 「メリークリスマス、、、。」「メリークリスマス、、、。(307 days Ver.)」                                    |
| スミス   | 「クラクション･ラヴ -ONIISAN MOTTO GANBATTE-」「ナキムシのうた」「楽園をめざして」「眠れぬ夜のひとりごと」 |
| 直       | 「あふれる愛を伝えたい」                                                                                   |
| 土屋隆俊 | 「ファイト」「真夏のエクスタシー」                                                                         |
| 富永昌敬 | 「カラダとカラダ」「サヨナラの向こう側 (ミュージックドラマ Ver.)」「手をつないだら」                       |
| 西川修司 | 「宝物」                                                                                                   |
| 野田竜司 | 「LAST SONG」                                                                                              |
| 林海象   | 「ママのピアノ-Strings Version-」                                                                          |
| 不明     | 「SwingingRoad」「愛してる」                                                                               |

## タイアップ
| 曲名                         | タイアップ |
| ---------------------------- | --- |
| 眠れぬ夜のひとりごと         | TBS系テレビ番組「CDTV」2004年11月期オープニングテーマ                                                                 |
| ナキムシのうた               | ＭＢＳ・ＴＢＳ系「世界ウルルン滞在記」エンディングテーマ 全国専門学校広報研究会ＣＭソング                             |
| 楽園をめざして               | 日本航空 FLY!JAL!10000マイルキャンペーンCMソング                                                                      |
| ゆらゆら                     | 舞台「THE WIND OF GOD」テーマソング                                                                                   |
| 散歩道(Walkin'Horns)         | NTTマーケティングアウト北陸CMソング                                                                                   |
| I believe in your love       | TBS系ドラマ「デザイナー」主題歌                                                                                       |
| LAST SONG                    | 丸大食品CMソング |
| 愛してる                     | テレビ朝日系ドラマ「PS -羅生門-」主題歌 エムティーアイMusic.jpCMソング                                                |
| "おかえりなさい"が待っている | NHK「スタジオパークからこんにちは」テーマソング                                                                       |
| イイ女                       | ネスレベバレジ「ネスレカフェシェイク」CMソング                                                                        |
| そっとLove Song...           | ザ・プレミアムカルピスCMソング                                                                                        |
| 半年ぶりのCome back          | 「ラビパパ」主題歌 イングCMソング                                                                                     |
| おやすみベイビー             | 映画「みんな、はじめはコドモだった」主題歌                                                                            |
| 大切にするからね             | 「久米宏のテレビってヤツは!?(2009年1月-3月)」エンディングテーマ                                                       |
| ファイト                     | ハウス食品「カレーキャンペーン」CMソング                                                                              |
| 退屈な日曜日                 | 「M-ON! TV 10th Anniversary × SPEEDSTAR RECORDS PresentsスペシャルドラマプロジェクトVol.2『青梅街道精進旅行』」主題歌 |
| 夢を抱きし者たちへ           | テレビ西日本開局55周年記念ドラマ『めんたいぴりり』主題歌                                                              |
| 足跡の彼方へ                 | テレビ西日本開局55周年記念ドラマ『めんたいぴりり』エンディングテーマ                                                  |

## 主なライブ

### ワンマンライブ・主催イベント
- 2005年07月07日〜07月21日 - 風味堂全国ワンマンライブツアー「楽園をめざして」
- 2006年11月01日〜12月23日 - 風味堂ライヴツアー2006 『現地集合・現地解散TOUR』
- 2007年06月08日〜06月20日 - 風味堂 全国6都市ZEPPツアー
- 2007年10月27日〜12月16日 - 風味堂 秋のライブハウスツアー
- 2008年01月14日〜01月24日 - 風味堂 ホールツアー
- 2008年04月28日 - 風味堂LIVE2008
- 2008年05月31日〜07月08日 - 風味堂　のり一発！2008
- 2009年03月16日 - ZIP-FM 風味堂スペシャルサロンライブ
- 2009年04月18日〜05月16日 - 風味堂Tourのり一発! '09
- 2009年05月23日〜06月26日 - 風味堂Tourのり一発! DX'09
- 2011年10月20日〜10月29日 - 風味堂ツアー2011 たったひとつの宝物
- 2012年01月22日〜03月31日 - 風味堂 ツアー2012 「エレベスト～今 何合目?そうね だいたいね～」
- 2012年11月09日〜11月25日 - 風味堂ツアー2012「九しゅうめん」
- 2013年09月12日〜09月15日 - 風味堂 unplugged live
- 2013年11月06日〜11月30日 - 風味堂 unplugged live 〜番外篇〜
- 2014年02月02日〜03月29日 - 風味堂ツアー2014「風味堂5 〜人生はイスとりゲームだ！〜」
- 2015年04月03日〜04月18日 - 風味堂ワンマンツアー2015

### 出演イベント
- 2003年10月18日 - MINAMI WHEEL 2003
- 2004年07月19日 - 2004 LIVE FACTORY 721
- 2004年07月31日 - FUJI ROCK FESTIVAL '04
- 2004年09月10日 - スペースシャワー列伝 第42巻 ～楽人(うたまい)の宴～
- 2004年10月24日 - MINAMI WHEEL 2004
- 2005年04月29日 - ARABAKI ROCK FEST.04292005
- 2005年06月05日 - J-WAVE M+ LIVE
- 2005年07月29日 - FUJI ROCK FESTIVAL '05
- 2005年08月05日 - ROCK IN JAPAN FESTIVAL 2005
- 2005年08月24日 - TREASURE052 2005 ～future world～
- 2005年09月13日 - RADIO BERRY ベリテンライブ2005
- 2005年09月18日 - SPACE SHOWER SWEET LOVE SHOWER 2005
- 2005年10月22日 - MINAMI WHEEL 2005
- 2006年03月11日 - Distinct Musics～異なった音楽達 バラバラですわっ!!～
- 2006年04月30日 - ARABAKI ROCK FEST.06
- 2006年06月25日 - 第6回 うたの日コンサート
- 2006年07月23日 - FM802 MEET THE WORLD BEAT 2006
- 2006年08月27日 - MONSTER baSH 2006
- 2006年08月30日 - TREASURE052 2006 ～overnight brilliance～
- 2007年04月29日 - ARABAKI ROCK FEST.07
- 2007年06月24日 - うたの日カーニバル 2007
- 2007年08月26日 - TREASURE05X 2007 ～promised land～
- 2007年09月16日 - RADIO BERRY ベリテンライブ2007 Special
- 2007年09月24日 - WHAT'S IN? Presents LIVE for MUSIC PEOPLE WE LOVE MUSIC Vol.3
- 2008年08月09日 - 情熱大陸 SPECIAL LIVE SUMMER TIME BONANZA'08
- 2008年08月16日 - TREASURE05X 2008 ～the next door～
- 2008年08月23日 - SOUND MARINA '08 〜Feel the Voice 7〜
- 2009年02月20日 - LIVE SDD 2009
- 2009年04月26日 - ARABAKI ROCK FEST.09
- 2009年06月20日 - 第4回 東京うたの日コンサート
- 2009年08月09日 - 宮城うたの日コンサートin七ヶ浜
- 2009年09月19日 - イナズマロックフェス 2009
- 2012年03月18日 - MUSIC CUBE 12
- 2012年03月20日 - SANUKI ROCK COLOSSEUM〜BUSTA CUP 3rd round〜
- 2012年06月03日 - SAKAE SP-RING 2012
- 2012年06月10日 - ハッピーラッシュ♪♪♪vol.19
- 2012年07月19日 - pianoforte
- 2012年07月21日 - 夏びらき MUSIC FESTIVAL 2012
- 2012年08月19日 - 2012 第4回 宮城うたの日 コンサート IN 仙台
- 2013年01月15日 - Electrical Music Stimulation
- 2013年08月23日 - TREASURE05X 2013 10th Anniversary 〜the crimson show〜
- 2013年08月29日 - SEACRET BOX BY OTODAMA 2013 「椎名慶治×風味堂 〜音響相和〜」
- 2013年09月21日 - peso presents Peace Sound Summit
- 2013年11月10日 - 第8回渋谷音楽祭
- 2014年04月20日 - トアロード・アコースティックフェスティバル2014
- 2014年07月31日 - 音霊 OTODAMA SEA STUDIO 2014 「MELODIC BEACH 2014」
- 2014年08月10日 - TREASURE05X 2014 〜stellar evolution〜
- 2014年08月23日 - MONSTER baSH 2014
- 2014年08月30日 - OKUAIZU ROCK FESTIVAL 2014
- 2014年08月31日 - やおーん!!2014
- 2014年10月04日 - MEGA★ROCKS 2014
- 2014年10月11日 - MINAMI WHEEL 2014
- 2014年11月09日 - mmTV presents 「mm-LIVE」 秋の夜長の音楽会
- 2014年12月06日 - HELLO INDIE 2014
- 2015年07月19日 - 篠島フェス 2015
- 2015年08月30日 - やおーん!!2015
- 2015年09月04日 - 23rd Sunset Live 2015 -Love & Unity-